# Wachholtz (Adelsgeschlecht)

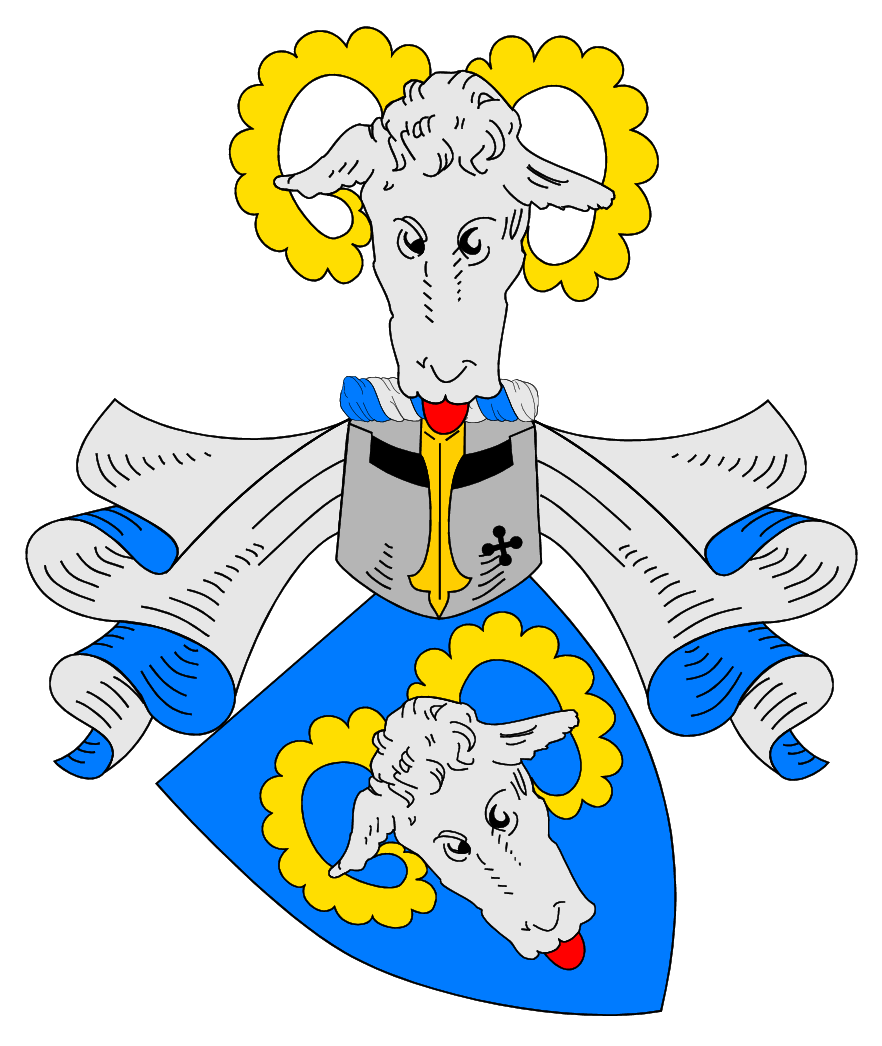
Wappen derer von Wacholtz

Wachholtz (auch Wacholtz, Wacholt, Wachholz, Wacholz) ist der Name eines pommerschen, bis in die Gegenwart fortbestehenden Uradelsgeschlechts.

## Geschichte
Über den Ursprung der Familie wird angenommen, es könnte sich bei den Wachholtz um einen Zweig aus dem schwarzen Stamm der Knesebeck handeln, da unter anderem die Vornamen Reimar und Paridam in beiden Familien in der Frühzeit häufig vergeben wurden. Dies wird auch durch die These einer Einwanderung nach Pommern aus Nordhannover unterstrichen, wo bei Geestemünde ein Dorf Wachholz existiert.
Mit Johannes de Wacholt wird das Geschlecht am 8. September 1249 erstmals urkundlich genannt. Mit ihm beginnt auch die Stammreihe. Damit gehört die Familie zu den ältesten pommerschen Geschlechtern. In mittelalterlichen Urkunden werden die Wacholtz zahlreich als Zeugen und bei Gütergeschäften genannt. Besondere Bedeutung erlangte in dieser Zeit der Bischof von Cammin, Heinrich von Wacholz († 1317). Ein weiterer Heinrich von Wachholtz († nach 1405), Erbherr auf Kretlow und Vockenhagen, war um 1400 herzoglicher Kammermeister. Er wurde 1405 von Herzog Bogislaw zum Dank seiner Dienste mit einer Stelle auf Wollin bedacht.
Auch in der Neuzeit konnten Angehörige der Familie einflussreiche Stellen in der Verwaltung besetzten. So war der Erbherr auf Schruptow, Joachim von Wachholtz (1577–1634), fürstlich Rügenwaldischer Jägermeister unter Herzog Barnim X. Hans Christoph von Wachholtz (genannt 1665–1670), Erbherr auf Vietzig und Baumgarten, trat als kurfürstlicher Commissarius in kurbrandenburgische Dienste. Jürgen von Wachholtz († 1675), Erbherr auf Althoff und Broitz, stand als Hof- und Stallmeister im Dienste Herzogs Bogislaw XIV., an dessen Grablegung er ebenfalls teilnahm.
Henning Christian von Wachholtz (* 1643) studierte in Tübingen und begab sich in herzoglich württembergischen Dienst, als Stallmeister und Kammerjunker des Prinzen Wilhelm Ludwig. Er starb bei einem Jagdunfall.
Georg Christoph von Wachholtz (1646–1716) Erbherr auf Dargislaff, Nessin, Börneke, Schwedt, Althoff und Karthow, wurde 1696 kurbrandenburgischer Oberkammerjunker, war später auch Dompropst zu Kolberg, Amtshauptmann zu Marienfließ. Der gleichnamige Hofgerichtsrat und nachmalige Regierungspräsident der Provinz Pommern Georg Christoph von Wachholtz (1700–1764) erwarb in den Jahren 1732 bis 1735 zahlreiche Güter. Er war Ritter des Ordens Pour le Mérite und hinterließ als Erbinnen die beiden Töchter Judith Eleonore von Wachholtz (1749–1812) vermählte von der Goltz und Barbara Elisabeth von Wachholtz, vermählte von Podewils. Die erstgenannte trat am 17. Juli 1769 ihre Rechte auf die Güter Dargislaff, Schwedt und Althoff der letztgenannten ab.
Der preußische Kapitän Georg Heinrich von Wachholtz (1685–1731) war Amtshauptmann zu Lehnin. Überhaupt dienten zahlreiche Söhne der Familie Wachholtz als Offiziere in der Preußischen Armee. Casper Joachim von Wachholtz (* ca. 1673; † nach 1730) war preußischer Oberst in Halle beim fürstlich Dessauischen Infanterieregiment. Er nahm auch am Kriegsgericht über Prinz Friedrich von Preußen und Hans Hermann von Katte teil. Ebenfalls im Rang eines preußischen Obersten war Georg Ehrenreich Ludwig von Wachholtz (1734–1788) Kommandeur des Infanterieregiments „Alt-Bornstedt“. Er hatte die 1766 in Lehnsnachfolge erhaltenen Familiengüter Dargislaff und Althoff verkauft, starb unvermählt und wurde in der Berliner Garnisonkirche bestattet. 
Friedrich Ludwig von Wachholtz (1783–1841) war herzoglich braunschweigischer Generalmajor. Er focht auf der Iberischen Halbinsel und in den Befreiungskriegen. Bei Quatre-Bras hielt der den sterbenden Schwarzen Herzog im Arm, dem er seit 1809 in seiner Schwarzen Schar treu gefolgt war. Wachholtz verfasste mehrere Werke über seine Dienstzeit, die als historisch bedeutende und authentische Quelle der dahingehenden Militärforschung Geltung erlangten. Sein Sohn Robert von Wachholtz war herzoglich braunschweigischer Generalleutnant und Generaladjutant von Prinz Albrecht von Preußen. Die Nachlässe der beiden braunschweigischen Generäle befinden sich in den niedersächsischen Landesarchiven Hannover und Wolfenbüttel und spiegeln ein lebhaftes Bild des Familienlebens.
Friedrich von Wacholtz (1853–1922), stand als preußischer Major im Infanterie-Regiment Nr. 140, als er zur Leibwache an den Sarg des Kaisers befohlen wurde. Zuletzt war er Kommandeur des 3. Ober-Elsässischen Infanterie-Regiments Nr. 172 und wurde im Mai 1908 als Oberst zur Disposition gestellt. Während des Ersten Weltkriegs wurde er als z.D.-Offizier wiederverwendet und war Kommandeur des Kriegsgefangenenlagers Sprottau. Am 22. März 1918 erhielt er den Charakter als Generalmajor.
Die in Mecklenburg seit dem Mittelalter auftretende gleichnamige, jedoch nicht verwandte Familie von Wachholtz führt eine Bärentatze im Schilde, die einen brennenden Ast mit sechs Flammen zeigt. Hans Friedrich von Wachholtz Baron von Praag macht am 17. März 1704 in Cölln sein Testament. Sein Schild war geviert: 1: ein gegen einen Baum aufgerichteter Bär, 2: eine Greifenklaue, 3: drei brennende Granaten, 4: drei über Kreuz gelegte Pfeile, Mittelschild: eine Meerjungfer, auf dem Helm: zwischen 2 Flügeln die Bärentatze mit brennendem Ast.

## Güterbesitz
Ein Großteil der Ländereien, die die  Familie Wachholtz in den vergangenen Jahrhunderten entweder vorübergehend in Besitz gehabt hatte oder noch bis 1946  besaß,  konzentrierte sich in den pommerschen Kreisen Cammin, Demmin, Dramburg, Fürstenthum, Greifenberg und Schivelbein:
Althof (Kr. Greifenberg), Baumgarten (Kr. Dramburg), Böck (Kr. Cammien), Börneke (Kr. Nieder-Barnim), Broitz (Kr. Greifenberg), Carolinenhof (Kr. Greifenberg), Carseckow (Kr. Randow), Dargislaff (Kr. Greifenberg), Dolgenow (Kr. Schivelbein), Klein Dewsburg (Kr. Belgard), Düssin (Kr. Cammin), Falkenberg (Kr. Schivelbein), Gervin B (Kr. Fürstenthum), Goerke (Kr. Greifenberg), Golchen (Kr. Demmin), Grambow (Kr. Randow), Granshagen (Kr. Greifenberg), Grössin (Kr. Schivelbein), Heidhof (Kr. Greifenberg), Herrenhof bei Wacholzhagen (Kr. Greifenberg), Hohendrosedow (Kr. Greifenberg), Groß und Klein Jarchow (Kr. Fürstenthum), Karthow, (Kr. Schivelbein), Kartschow (Kr. Usedom), Klatsow (Kr. Demmin), Klötzin (Kr. Schivelbein), Klützkow (Kr. Schivelbein), Kordeshagen (Kr. Fürstenthum), Krähenkrug bei Hohendrosedow (Kr. Greifenberg), Kretlow, (Kr. Cammin), Kussenow, (Kr. Schivelbein), Küssin (Kr. Greifenberg), Lanke (Kr. Cammin), Levin (Kr. Demmin), Lipze (Kr. Schivelbein), Lutzig (Kr. Belgard), Meiersberg (Kr. Greifenberg), Mönchgrund (Kr. Fürstenthum), Molstow (Kr. Greifenberg), Natzmersdorf (Kr. Regenwalde), Nessin (Kr. Fürstenthum), anteilig Overschlag (Kr. Rummelsburg), Parnow (Kr. Fürstenthum), Pensin (Kr. Demmin), Plestelin (Kr. Demmin), Prust (Kr. Greifenberg), Prützen (Kr. Demmin), anteilig Quarkenburg (Kr. Naugard), Ravin (Kr. Cammin), Ritzig (Kr. Schivelbein), Rottmanshagen (Kr. Demmin), Rützenfelde (Kr. Demmin), Schruptow (Kr. Greifenberg), Schwedt (Kr. Fürstenthum), Schünhagen (Kr. Franzburg), Sophienhof (Kr. Demmin), Starkow (Kr. Franzburg), Streckentin (Kr. Greifenberg), Stölitz (Kr. Greifenberg), Varchmin (Kr. Fürstenthum), Verchen (Kr. Demmin), Vietzig (Kr. Usedom), Vockenhagen (Kr. Greifenberg), Voigtshagen (Kr. Greifenberg), Völzkow (Kr. Schivelbein), Groß Wachlin (Kr. Naugard), Wachholzhagen (Kr. Greifenberg), Wachholzhausen (Kr. Schivelbein), Wachholzhof (Kr. Cammin), Weichmühl (Kr. Cammin), Wisbu (Kr. Regenwalde), Wolkwitz (Kr. Demmin), Zacharienmühle (Kr. Demmin), Groß und Klein Zapplin (Kr. Greifenberg), Zeddelin (Kr. Greifenberg), und Zettemon (Kr. Demmin).
Viele der aufgezählten Besitzungen wurden bereits im Mittelalter, jedenfalls über die Jahre veräußert. So waren im 19. Jahrhundert noch Althoff, Jarchow und Schwedt im Familienbesitz.
Um 1467 war die Stadt Greifenberg den Wachholtz zinspflichtig. 1473 besaßen sie auch Salzgüter in Kolberg.

## Wappen
Das Familienwappen der Wachholtz zeigt in Blau einen goldbewehrten, silbernen, vorwärts gestellten Widderkopf. Auf dem Helm mit blau-silbernen Decken der Widderkopf.

## Bekannte Familienmitglieder
- Heinrich von Wachholtz († 1317), Bischof von Cammin
- Georg Christoph von Wachholtz (1646–1716), kurbrandenburgischer Oberkammerjunker, Dompropst zu Kolberg und Amtshauptmann im Kloster Marienfließ
- Joachim Casper von Wachholtz († 1736), preußischer Oberst
- Friedrich Ludwig von Wachholtz (1783–1841), braunschweigischer Generalmajor
- Robert von Wachholtz (1816–1897), herzoglich braunschweigischer Generalleutnant
- Friedrich von Wacholtz (1853–1922), preußischer Generalmajor